# Ateleute orbitalis
Ateleute orbitalis är en stekelart som först beskrevs av André Seyrig 1952.  Ateleute orbitalis ingår i släktet Ateleute och familjen brokparasitsteklar. Inga underarter finns listade.